# Jonas Acquistapace
Jonas Acquistapace (* 18. Juni 1989 in Hamm) ist ein ehemaliger deutscher Fußballspieler.

## Karriere
Acquistapace begann im Alter von drei Jahren beim Soester SV mit dem Fußballspielen. Über die Jugend von Preußen Werl und Rot Weiss Ahlen wechselte er in die Nachwuchsabteilung des VfL Bochum, in dessen zweiter Mannschaft er ab 2008 aktiv war. Wegen Personalmangel in der Innenverteidigung wurde er in der Rückrunde der Saison von Trainer Friedhelm Funkel in den Kader der in der 2. Liga spielenden Lizenzmannschaft berufen, in der er am 21. April 2011 im Auswärtsspiel gegen den SC Paderborn 07 (0:0) sein erstes Spiel machte und über die gesamte Spielzeit zum Einsatz kam. In der Spielzeit 2011/12 wurde er Stammspieler. Anfang Februar 2012 unterschrieb er beim VfL einen Profivertrag, der bis 30. Juni 2014 lief. Im Sommer 2014 wechselte er zu Omonia Nikosia auf Zypern.
Zur Rückrunde der Saison 2014/15 wurde Acquistapace vom SV Wehen Wiesbaden verpflichtet. Er unterschrieb einen Vertrag bis 30. Juni 2016, der im Sommer 2015 aufgelöst wurde. Acquistapace wechselte daraufhin zum Halleschen FC und unterschrieb einen bis 30. Juni 2016 gültigen Vertrag. Sein erstes Ligaspiel für den HFC bestritt er beim Spiel gegen seinen Ex-Verein SV Wehen Wiesbaden. Sein erstes Tor im Profifußball erzielte er in der 78. Spielminute im Heimspiel der Hinrunde des 17. Spieltages Hallescher FC gegen die Stuttgarter Kickers (1:1). Nach der Saison 2015/16 verließ er Halle und war zunächst vereinslos. Ende Januar 2017 gab der Drittligist FSV Zwickau die Verpflichtung Acquistapaces bekannt.
Zur Saison 2017/18 wechselte der Innenverteidiger zum Ligarivalen Sportfreunde Lotte, bei denen er einen Zwei-Jahres-Vertrag unterzeichnete. In der Winterpause 2017/18 wechselte Acquistapace am 1. Januar 2018 zum FSV Zwickau zurück. Wegen „Einstellungsproblemen“ wurde der Vertrag am Saisonende wieder aufgelöst. Nachdem Acquistapace zunächst vereinslos war, nahm der Regionalligist SC Verl ihn im Oktober 2018 unter Vertrag.
Zur Saison 2019/20 wechselte Acquistapace zur SG Wattenscheid 09. Nachdem der Spielbetrieb der Herrenmannschaft am 23. Oktober 2019 eingestellt worden war, wurden die Spieler vom insolventen Verein freigestellt. Anfang Januar 2020 unterschrieb der Verteidiger einen bis Juni 2021 gültigen Vertrag beim SV Lippstadt 08, der ebenfalls in der Regionalliga West antritt.
Im Sommer 2020 schloss er sich dem Westfalenligisten BSV Schüren an. Im November 2022 betreute er darüber hinaus die Mannschaft in den verbleibenden vier Spielen bis zur Winterpause auch als Interimstrainer. Im Sommer 2023 beendete er seine Spielerkarriere und verließ den Verein. Stattdessen wurde er Co-Trainer beim Ligakonkurrenten Hombrucher SV, trat dort im Dezember 2023 jedoch wieder zurück.

## Namensherkunft
Der Name Acquistapace stammt von seinen italienischen Vorfahren, die im 18. Jahrhundert nach Deutschland übersiedelten.